# (32037) Deepikakurup
2000 JZ21 (asteroide 32037) é um asteroide da cintura principal. Possui uma excentricidade de 0.18278780 e uma inclinação de 2.25019º.
Este asteroide foi descoberto no dia 6 de maio de 2000 por LINEAR em Socorro.